# Kevin Holness
Kevin Holness (Kingston, 25 settembre 1971) è un ex calciatore canadese, di ruolo centrocampista.

## Carriera
Holness ha trascorso interamente la propria carriera in Canada, dividendosi tra le varie compagini principali del panorama canadese. Iniziata la propria carriera tra le file del Winnipeg Fury, nel 1994 passa al Montréal Impact ed esordisce contro Toronto partendo da titolare. Alla prima stagione contribuisce alla conquista del titolo giocando 14 partite. Complessivamente colleziona 70 presenze e una rete in tre anni. Termina gli ultimi anni della propria carriera giocando con i Vancouver Whitecaps.

## Nazionale
Il 22 maggio 1995 esordisce con la nazionale canadese subentrando a 15 minuti dal termine durante un'amichevole contro la nazionale nordirlandese. Nel 1996 viene convocato e gioca due partite della Gold Cup realizzando una doppietta nella prima partita del girone contro l'Honduras. Complessivamente gioca 9 partite e segna due reti in nazionale.

### Allenatore
Nel 2007-2008 è l'allenatore del Saskatoon Accelerators, squadra di indoor soccer che ha partecipato al Canadian Major Indoor Soccer League.

## Statistiche

### Cronologia presenze e reti in Nazionale
| Cronologia completa delle presenze e delle reti in nazionale ― Canada | Cronologia completa delle presenze e delle reti in nazionale ― Canada | Cronologia completa delle presenze e delle reti in nazionale ― Canada | Cronologia completa delle presenze e delle reti in nazionale ― Canada | Cronologia completa delle presenze e delle reti in nazionale ― Canada | Cronologia completa delle presenze e delle reti in nazionale ― Canada | Cronologia completa delle presenze e delle reti in nazionale ― Canada | Cronologia completa delle presenze e delle reti in nazionale ― Canada |
| Data                                                                  | Città                                                                 | In casa                                                               | Risultato                                                             | Ospiti                                                                | Competizione                                                          | Reti                                                                  | Note                                                                  |
| --------------------------------------------------------------------- | --------------------------------------------------------------------- | --------------------------------------------------------------------- | --------------------------------------------------------------------- | --------------------------------------------------------------------- | --------------------------------------------------------------------- | --------------------------------------------------------------------- | --------------------------------------------------------------------- |
| 22-5-1995                                                             | Edmonton                                                              | Canada                                                                | 2 – 0                                                                 | Irlanda del Nord                                                      | Amichevole                                                            | -                                                                     | 75’                                                                   |
| 28-5-1995                                                             | Edmonton                                                              | Canada                                                                | 1 – 2                                                                 | Cile                                                                  | Amichevole                                                            | -                                                                     | 25’ 74’                                                               |
| 7-6-1995                                                              | Montreal                                                              | Canada                                                                | 0 – 3                                                                 | Turchia                                                               | Amichevole                                                            | -                                                                     | 46’                                                                   |
| 1-8-1995                                                              | Toronto                                                               | Canada                                                                | 3 – 1                                                                 | Giamaica                                                              | Amichevole                                                            | -                                                                     | 66’                                                                   |
| 3-8-1995                                                              | Toronto                                                               | Canada                                                                | 3 – 1                                                                 | Trinidad e Tobago                                                     | Amichevole                                                            | -                                                                     | 63’                                                                   |
| 11-10-1995                                                            | Concepcion                                                            | Cile                                                                  | 2 – 0                                                                 | Canada                                                                | Amichevole                                                            | -                                                                     | 60’                                                                   |
| 10-1-1996                                                             | Anaheim                                                               | Canada                                                                | 3 – 0                                                                 | Honduras                                                              | Gold Cup 1996 - 1º turno                                              | 2                                                                     |                                                                       |
| 12-1-1996                                                             | Los Angeles                                                           | Canada                                                                | 1 – 4                                                                 | Brasile                                                               | Gold Cup 1996 - 1º turno                                              | -                                                                     | 5’ 56’                                                                |
| 5-6-1996                                                              | Toronto                                                               | Canada                                                                | 0 – 1                                                                 | Costa Rica                                                            | Amichevole                                                            | -                                                                     | 82’                                                                   |
| Totale                                                                |                                                                       | Presenze                                                              | 9                                                                     |                                                                       | Reti                                                                  | 2                                                                     |                                                                       |

## Palmarès

### Competizioni nazionali
- American Professional Soccer League: 1

1994